# Halles de Belvoir
Les Halles de Belvoir sont des halles historiques situées sur la commune de Belvoir dans le département français du Doubs.

## Histoire
Les halles figurent déjà sur l'acte des franchises délivrée en 1314 par Thibaud de Belvoir et Jeanne de Montfaucon son épouse. Une autre mention des halles est relévée 1411. Jusqu'en 1898, les halles ont accueilli des foires d'importance et le marché hebdomadaire faisant de Belvoir un centre de commerce important sur la région.
En 1683, le prince François Marie de Lorraine-Lillebonne, époux d'Anne de Lorraine, baronne de Belvoir, ordonne la construction en pierre de boutiques dans le travée au Levant. Elles sont occupées aujourd'hui par la mairie et les services administratifs
Abandonnées en 1848 à l'archevêché de Besançon par la succession de Marie Louise de Rohan-Soubise, comtesse de Marsan et dernière baronne de Belvoir, elles sont acquises par la commune en 1853. Quatre grandes foires s'y tiendront jusqu'à la fin du siècle. Délaissées et utilisées comme hangar, elles feront l'objet d'une belle restauration.
Les halles de Belvoir et son moulin à huile sont inscrits aux monuments historiques depuis le 1er mars 1973.

## Architecture

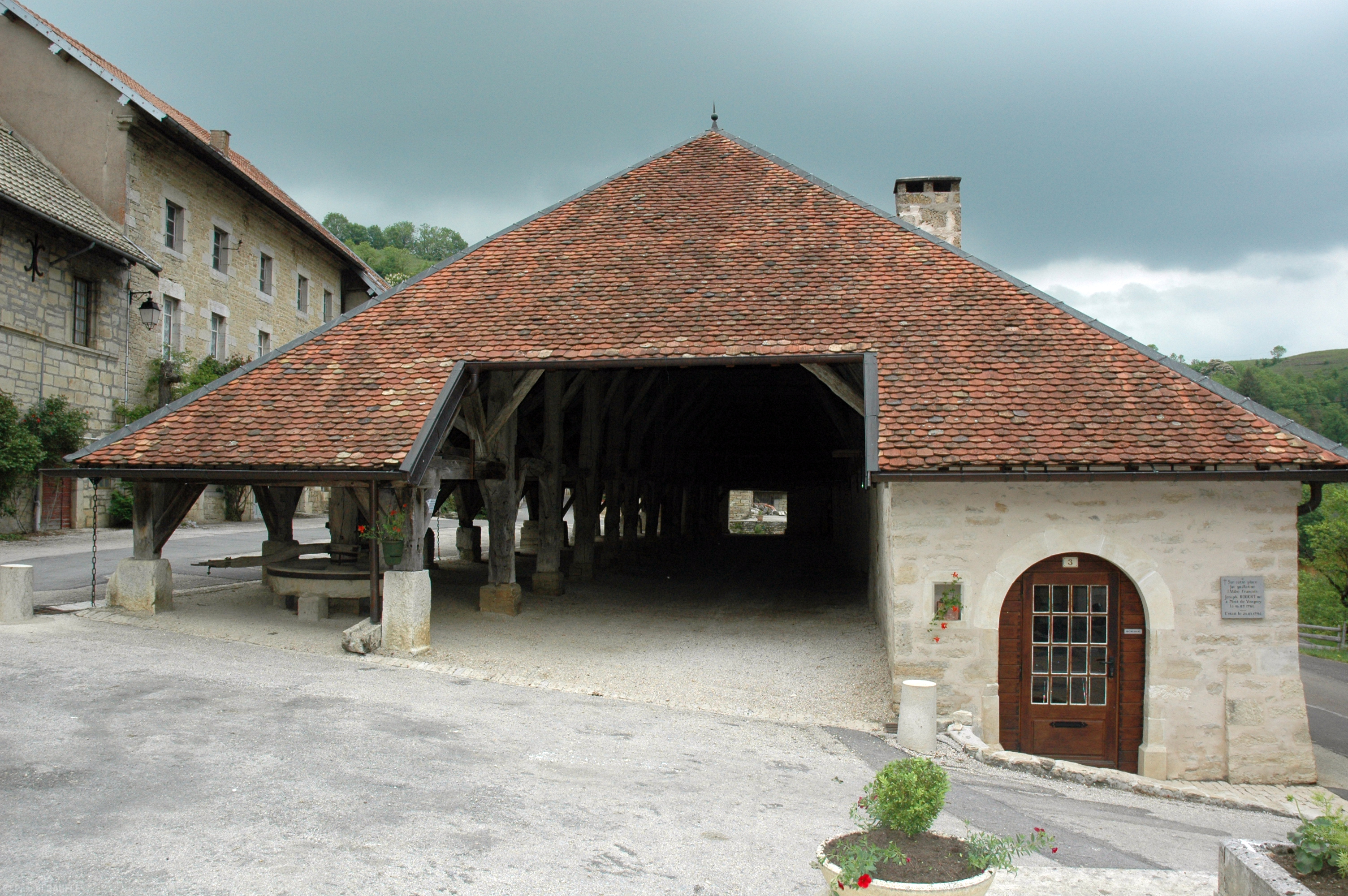
Les halles.

Les dimensions au sol des halles sont de 40 mètres de longueur sur 13 mètres de largeur pour une hauteur de 8 à 9 mètres pour la nef centrale. 
Le bâtiment des halles, qui comporte trois nefs de treize travées, est soutenu par une charpente en bois dont les piliers reposent sur des embases en pierre dont certaines sont sculptées.
Les halles renferment un moulin à huile à traction animale, protégé au même titre que le bâtiment lui-même.